# برنارد فان دي كيركوف
برنارد فان دي كيركوف (بالفرنسية: Bernard Van De Kerckhove)‏ مواليد 08 يوليو 1941 في بلجيكا - الوفاة 15 سبتمبر 2015، كان دراج بلجيكي سابق في صنف سباق الدراجات على الطريق.

## سجل النتائج

### سباقات أو مراحل فاز بها
- طواف فرنسا

## وصلات خارجية
- الموقع الرسمي

## روابط خارجية
- برنارد فان دي كيركوف على موقع أرشيف الدراجات (الإنجليزية)
- برنارد فان دي كيركوف على موقع إحصائيات الدراجات الإحترافية (الإنجليزية)
- برنارد فان دي كيركوف على موقع CycleBase (الإنجليزية)